# Our Republic
 (mai 2023).
Our Republic est une campagne politique pour une république écossaise appelant à l'abolition de la monarchie. Elle a été fondée en 2021.

## Histoire
L'organisation est formée en 2021 par des militants d'un mélange de partis politiques écossais de membres ayant des racines en Écosse, en Angleterre, en Irlande, au Canada, aux États-Unis et en Lituanie,. L'année suivante, il est révélé par un sondage que le soutien écossais à la monarchie s'élevait à 45 %.

## Activités
Our Republic est une campagne politique pour une république écossaise appelant à l'abolition de la monarchie.

### Règne d'Elizabeth II
L'organisation a lancé une pétition pour demander que les serments politiques prêtés par les membres du Parlement écossais (MSP) soient faits au peuple écossais plutôt qu'à la monarchie, après que plusieurs MSP ont déclaré qu'ils prêtaient serment sous le signe de la protestation. La pétition a été soutenue par la MSP Emma Roddick et le chef des Verts écossais Patrick Harvie.
Our Republic a exprimé sa solidarité avec les appels lancés en Jamaïque pour que le Royaume-Uni s'excuse pour le rôle historique de la monarchie dans la traite des esclaves et pour les projets de la Jamaïque d'abolir la monarchie et de devenir une république. L'organisation prévoit un rassemblement anti-monarchie pour coïncider avec le jubilé de platine d'Élisabeth II le 4 juin 2022 à Calton Hill, Édimbourg avec une intervention du député Tommy Sheppard,,.
Avant la déclaration d'adhésion de Charles III à Mercat cross, à Édimbourg le 11 septembre 2022, l'organisation déclare : « Nous encourageons ceux qui s'opposent à ces proclamations à les clarifier ». Les membres ont exprimé leur opposition au nouveau roi en huant, en tournant le dos et en criant « pas de consentement », et en brandissant des slogans anti-monarchie lors de la déclaration du Lord Lyon King of Arms. La manifestationfait la une des journaux mondiaux. Ils sont brièvement détenus par la police écossaise avant d'être relâchés,. Un manifestant a ensuite été de nouveau arrêté et inculpé pour « atteinte à la paix,, ». Notre République a fait part de ses préoccupations concernant la liberté d'expression en réponse aux accusations.